# Timea Margot
Timea Margot, född 20 november 1975 i Budapest, Ungern som Tímea Vagvölgyi, är en porrskådespelerska.
Hon jobbar numera exklusivt för Private Media Group 1994 – 1998.

## Pseudonymer
- Olinka Ferova
- Timea Margot
- Margot Depard
- Cindy Miel
- Katalyn Cica
- Margot, Timea, Katarina

## Filmografi
- Chateau de Passion
- Private Casting 10
- Private Video Magazine 19
- Private Video Magazine 20
- Private Video Magazine 21
- Lust Treasures
- Cannes Fantasies
- Starlovers
- Dangerous Dreams I - Rache ist süß (tysk)
- Dangerous Dreams II - Die Macht des Geldes, (tysk)
- Dangerous Dreams III - Verratene Liebe, (tysk)
- Lover's Lane
- Fick Boutique
- Le Awenture di Turpex 1
- Les Folles de "Q"
- Junges Fleisch und alte Böcke
- DWW 42 - "Timea" (wrestling film)
- DWW 47 - Battle of the Blondes (wrestling film)